# ミカエル・アガッツィ
ミカエル・アガッツィ（Michael Agazzi, 1984年7月3日- ）は、イタリア・ロンバルディア州ポンテ・サン・ピエトロ出身の元サッカー選手。現役時代のポジションはゴールキーパー。

## 経歴

### アタランタ
地元のアタランタBCのユース出身。2003-04シーズン、レンタル先のズュートティロール（セリエC2）でプロデビューする。

### トリエスティーナ
翌年もレンタルで移籍したセリエBのUSトリエスティーナ・カルチョではリーグ戦の出場機会がなかったものの、シーズン後に完全移籍。その後、USサッスオーロ・カルチョ、USフォッジャとセリエC1のクラブへのレンタルで経験を積んだ。この2クラブではいずれもセリエBへの昇格プレーオフに臨んだが、揃って敗退している。トリエスティーナへ戻った2008-09シーズンにはレギュラーを掴んだ。

### カリアリ
2009年に保有権の半分をカリアリ・カルチョが獲得し2009-10シーズンはトリエスティーナでプレーする契約となったが、クリスティアーノ・ルパテッリを始めGK陣に負傷者が相次いだため2010年2月1日にカリアリへ完全移籍した。2月7日のインテルナツィオナーレ・ミラノ戦でセリエAデビューを果たすと、翌2010-11シーズンはフェデリコ・マルケッティがフロントと対立したため定位置を確保。マルケッティがSSラツィオへ移籍した2011-12シーズンには471分間無失点を記録するなどチームの信頼を得ている。
2013-14シーズンは右太腿の負傷と契約延長交渉を拒否したため、ヴラダ・アヴラモヴに守護神の座を譲った。

### キエーヴォ
2014年1月、自身と同じく所属クラブで出場機会のなかったマルコ・シルヴェストリとのトレードでACキエーヴォ・ヴェローナへ移籍（アガッツィは半年契約での完全移籍で、シルヴェストリはレンタル移籍）。

### ミラン
2014年5月22日、ACミランに移籍した。契約は2017年6月30日まで。

### ミドルズブラ
2015年8月、ミドルズブラFCへ期限付き移籍することが発表された。

### イタリア復帰
2016年6月18日、ACチェゼーナに加入し母国へ復帰。2018年1月30日には、リッカルド・ラーニと入れ替わる形でUSアレッサンドリア・カルチョ1912からアスコリ・ピッキオFC 1898へ加入しシーズン終了までの契約を締結した。
2018年11月16日、USクレモネーゼと契約を交わした。

## 代表歴
2013年5月17日、FIFAコンフェデレーションズカップ2013の予備メンバーとしてA代表に初招集された。

## 個人成績
| シーズン | クラブ             | リーグ             | リーグ | リーグ |
| シーズン | クラブ             | リーグ             | 出場   | 得点   |
| -------- | ------------------ | ------------------ | ------ | ------ |
| 2001-02  | アタランタ         | セリエA            | 0      | 0      |
| 2002-03  | アタランタ         | セリエA            | 0      | 0      |
| 2003-04  | ズュートティロール | セリエC2           | 2      | 0      |
| 2004-05  | トリエスティーナ   | セリエB            | 0      | 0      |
| 2005-06  | トリエスティーナ   | セリエB            | 5      | 0      |
| 2006-07  | サッスオーロ       | セリエC1           | 20     | 0      |
| 2007-08  | フォッジャ         | セリエC1           | 25     | 0      |
| 2008-09  | トリエスティーナ   | セリエB            | 42     | 0      |
| 2009-10  | トリエスティーナ   | セリエB            | 23     | 0      |
| 2009-10  | カリアリ           | セリエA            | 3      | 0      |
| 2010-11  | カリアリ           | セリエA            | 38     | 0      |
| 2011-12  | カリアリ           | セリエA            | 36     | 0      |
| 2012-13  | カリアリ           | セリエA            | 34     | 0      |
| 2013-14  | カリアリ           | セリエA            | 11     | 0      |
| 2013-14  | キエーヴォ         | セリエA            | 14     | 0      |
| 2014-15  | ミラン             | セリエA            | 0      | 0      |
| 2015-16  | ミドルズブラ       | チャンピオンシップ | 0      | 0      |
| 2016-17  | チェゼーナ         | セリエB            | 21     | 0      |
| 通算     | 通算               | 通算               | 274    | 0      |